# Moravec (zámek)
Zámek Moravec stojí v obci Moravec v okrese Žďár nad Sázavou, na křižovatce silnice II/389 na Strážek se silnicí II/360 z Pikárce na Bobrovou. Je chráněn jako kulturní památka České republiky.

## Historie
Zámku předcházela tvrz, poprvé zmiňovaná v roce 1374. V letech 1385-1386 je jako majitel zmiňován Vít z Kralic a na začátku 15. století Staník z Chvališova. V polovině 15. století se dostala do vlastnictví Gedeonů z Olešničky. V roce 1514 ji od Jiřího Gedeona odkoupil spolu se vsí Beneš z Vahančic. Následně se dostala do majetku Pernštejnů a posléze Lhotských ze Ptení. Po Bílé hoře byla tvrz tehdejšímu majiteli, Vilému Munkovi z Ejvančic, zkonfiskována a zakoupil ji Hanuš Jakub Magnáš. V roce 1630 přešla do majetku Jana Magnáše zv. Bergamosco, jenž získal i predikát z Moravce. Právě za Magnášů z Moravce došlo v 1. polovině 17. století k nahrazení zchátralé tvrze pozdně renesančním zámkem. V roce 1825 tehdy dvoupatrový zámek vyhořel a následně byl obnoven a přestavěn v klasicistním duchu. Zároveň došlo k přestavbě původně zámecké kaple z roku 1794 na kostel Nalezení a Povýšení sv. Kříže. Okolí zámku tvoří anglický park, dnes spravovaný Moravským zemským muzeem.